# Étais-la-Sauvin
Étais-la-Sauvin település Franciaországban, Yonne megyében. Lakosainak száma 629 fő (2022. január 1.). Étais-la-Sauvin Sougères-en-Puisaye, Billy-sur-Oisy, Entrains-sur-Nohain, Druyes-les-Belles-Fontaines, Lainsecq és Sainpuits községekkel határos.

## Népesség
A település népességének változása:
| Lakosok száma | 663  | 640  | 658  | 629  | 627  | 626  | 624  | 624  | 629  |
|               | 2013 | 2015 | 2016 | 2017 | 2018 | 2019 | 2020 | 2021 | 2022 |